# Orio Mastropiero
Orio Mastropiero, död 1192, var en venetiansk doge. Han var regerande doge av Venedig 1178–1192. 